# Peace for our time
Peace for our time (на български: „Мир за нашето време“ или „Мир за нашето поколение“) е крилата фраза, изречена на 30 септември 1938 г. от британския премиер-министър Невил Чембърлейн при завръщането му с аероплана от Мюнхен в Кройдън.
Още на излизане от самолета Чембърлейн е приветстван от лондончани. Слизайки от самолета, той развява въодушевено един лист с текста на декларацията и Мюнхенското споразумение на английски език с подписите на Мусолини и Хитлер.
На 1 октомври 1938 г. по силата на споразумението моторизираните и бронирани дивизии на Райха заемат Судетите, които според Чембърлейн несправедливо са отнети от Германия от „версайските архитекти на мира“.
Няколко дни по-късно Чембърлейн се явява в парламента, произнасяйки на висок глас фразата. Целият английски парламент е във възторг, а някои се качват по банките, поздравявайки се и стискайки си ръцете. Валят поздравления и ръкопляскания – нещо невиждано в новата история на Англия.

След речта с доклада на премиер-министъра става за реплика водачът на опозицията Уинстън Чърчил с упреци за недостойното британско държане към съюзническа Чехословакия. Обръщайки се към банките на министрите, той хвърля станалите впоследствие пророчески думи: 
| „ | Вие имахте да избирате между войната и позора. Вие избрахте позора. Но вие ще получите и войната! | “ |

## Последствия
След атентата срещу Ернст фон Рат, процедурата Хаха и глайвицкия инцидент, на 3 септември 1939 г., т.е. по-малко от година от крилатата фраза на Чембърлейн, Англия и Франция обявяват война на Германия, последвани от британските доминиони, а премиер-министър на Англия става водачът на опозицията Уинстън Чърчил.
Предходно, на 15 март 1939 г., моторизираните и бронирани дивизии на Райха влизат в Прага, а от терасата на Храдчани Хитлер обявява пред света, че поема защитата на чешкия народ. На 17 март 1939 г. е обявено създаването на протектората Бохемия и Моравия, а на 31 март и 3 април 1939 г. в две речи по английското радио Невил Чембърлейн потвърждава категоричното си становище, че ако Германия продължава да си служи със сила – ще срещне сила, като има предвид Полша.